# برايان تورنر (كاتب)
برايان تورنر (بالإنجليزية: Brian Turner)‏ هو جندي وكاتب وشاعر أمريكي، ولد في 12 فبراير 1967 في فيساليا في الولايات المتحدة.